# 유수프 아마디
유수프 아마디는 아프가니스탄 탈레반 대변인이다.
대한민국 검찰에 의해 살인 및 특수감금 혐의로 오마이리, 샤키르, 아브잘, 차기르 그리고 성명불상의 1명과 함께(총 6명) 기소중지된 상태이다.